# 白琪·威爾遜
白琪·瑪喬麗·威爾遜（英語： Budge Marjorie Wilson，1927年5月2日—2021年3月19日）是一位加拿大兒童文學作家。舊姓：阿齊博爾德（Archibald）。

## 人物概要
白琪·威爾遜1927年5月2日出生於加拿大新斯科細亞的哈利法克斯，她的父親梅納德·布朗·阿齊博爾德（Maynard Brown Archibald，1891年-1953年）是個法官，母親海倫·麥格雷果·阿齊博爾德（Helen MacGregor Archibald，1889年-1985年），原名：杜斯坦（Dustan）是先驅神職人員詹姆斯·麥格雷果（James MacGregor）牧師的後裔，她在哈利法克斯受教育，並畢業於戴爾豪斯大學，她是哲學和心理學方面的文學士。她有個姊姊瓊安·阿齊博爾德·柯爾本（Joan Archibald Colborne，1922年-2006年3月17日）。
在戴爾豪斯大學，白琪遇見了艾倫·威爾遜（Alan Wilson），並於1953年嫁給了艾倫，而他們育有兩個女兒，分別是葛萊妮絲·瑪麗·威爾遜（Glynis Marie Wilson）和安德麗亞·凱絲琳·威爾遜（Andrea Kathryn Wilson），在這33年來他們居住在安大略省的彼得堡，艾倫在當地的崔恩特大學當教授。當他於1989年退休，威爾遜一家他們就回到新斯科細亞的南岸繼續居住。
自從她1984年出版她的第一本著作到現在已經寫了34本書，銷售到27國並翻譯成14種語言，而且還獲得了著作獎，而那些包括：23加拿大兒童圖書中心「我們的選擇」文選（23 Canadian Children's Book Centre "Our Choice" selections）、一等獎獲得於CBC文學競賽（First Prize in the CBC Literary Competition）、達特茅斯市圖書獎（City of Dartmouth Book Award）、加拿大圖書協會青少年圖書獎（Canadian Library Association Young Adult Book Award）、瑪麗安娜·鄧普斯特獎（Marianna Dempster Award）、安·康納·布里默獎（Ann Connor Brimer Awards）、CAA麗拉·史特林獎（CAA Lilla Stirling Award）、IODE國家薇奧麗特·道尼獎（National IODE Violet Downey Award），大西洋獨立書商獎（Atlantic Independent Booksellers Award）還有IBBY榮譽獎（IBBY Honour Award）。在2004年她被授予加拿大勳章（awarded the Order of Canada）。
她最近的著作是你好 安妮（Before Green Gables），是為了慶祝紅髮安妮（Anne of Green Gables）系列百年紀念而發行的。

## 作品目錄
- 《最好/最壞的聖誕禮物》【1984年，多倫多：中學】（The Best/Worst Christmas Present Ever）【1984，Toronto: Scholastic】
- 《約翰·伯特蘭·尼金斯基先生與查理》【插畫：泰瑞·羅斯可·鮑契爾，1986年，哈利法克斯：雨雲】（Mr. John Bertrand Nijinsky and Charlie）【Illustrated by Terry Roscoe Boucher，1986，Halifax: Nimbus，ISBN 0-920852-57-2】
- 《遠離家園》【1986年，多倫多：中學】（A House Far from Home）【1986，Toronto: Scholastic，ISBN 0-590-71679-4】
- 《在藍港的神祕光》【1987年，多倫多：中學】（Mystery Lights at Blue Harbour）【1987，Toronto: Scholastic，ISBN 0-590-71389-2】
- 《崩潰》【1988年，多倫多：中學】（Breakdown）【1988，Toronto: Scholastic，ISBN 0-590-71843-6】
- 《十三從未改變》【1989年，多倫多：中學、1991年，紐約：中學】（Thirteen Never Changes）【1989，Toronto, Scholastic、1991，New York: Scholastic，ISBN 0-590-73134-3】
- 《瘋狂》【插畫：葛拉罕·皮爾斯華斯，1989年，多倫多：中學】（Going Bananas）【Illustrated by Graham Pillsworth，1989，Toronto: Scholastic，ISBN 0-590-73365-6】
- 《貝爾吉爾夫人與拉姆西·希瑟頓-霍布斯》【1990年，哈利法克斯：雨雲】（Madame Belzile and Ramsay Hitherton-Hobbs）【1990，Halifax: Nimbus，ISBN 0-921054-38-6】
- 《離開》【1990年，多倫多：史都達特/阿南西】（The Leaving）【1990，Toronto: Stoddart/Anansi，ISBN 0-887784-159-7】
- 《羅琳達的日記》【1991年，多倫多：將軍/雙子星】（Lorinda's Diary）【1991，Toronto: General/Gemini，ISBN 0-7736-7348-2】
- 《奧利佛的戰爭》【1992年，多倫多：史都達特/厄文】（Oliver's Wars）【1992，Toronto: Stoddart/Irwin，ISBN 0-7737-5508-X】
- 《卡珊卓拉的浮木》【插畫：泰瑞·羅斯可，1994年，羅倫斯鎮泳灘：波特斯菲爾德新聞】（Cassandra's Driftwood）【Illustrated by Terry Roscoe，1994，Lawrencetown Beach: Pottersfield Press，ISBN 0-919002-85-8】
- 《求婚與其它故事》【1994年，康科德、安大略：史都達特/阿南西】 （The Courtship and other Stories）【1994，Concord、Ontario: Stoddart/Anansi，ISBN 0-88784-550-9】
- 《寇黛麗亞·克拉克》【1994年，多倫多：史都達特】（Cordelia Clark）【1994，Toronto: Stoddart，ISBN 0-7736-7423-3】
- 《蒲公英花園》【1995年，紐約：普特南/菲洛梅爾】（The Dandelion Garden）【1995，NewYork: Putnam/Philomel，ISBN 0-399-22768-7】
- 《哈洛德與哈洛德》【插畫：泰瑞·羅斯可，1995年，羅倫斯鎮泳灘：波特斯菲爾德新聞】（Harold and Harold）【Illustrated by Terry Roscoe，1995，Lawrencetown Beach: Pottersfield Press，ISBN 0-919001-94-7】
- 《母親與其他陌生人》【1996年，紐約：哈考特布萊斯】（Mothers & Other Strangers）【1996，NewYork: Harcourt Brace，ISBN 0-15-200312-6】
- 《巨型殺手達夫》【插畫：金·拉法維，1997年，哈利法克斯：福馬克出版】（Duff the Giant Killer）【Illustrated by Kim LaFave，1997，Halifax: Formac Publishing，ISBN 0-88780-382-0、ISBN 0-88780-382-2】
- 《漫長等待》【插畫：玉珍妮·費南德斯，1997年，多倫多：史都達特之子】（The Long Wait）【Illustrated by Eugenie Fernandes，1997，Toronto: Stoddart Kids，ISBN 0-7737-3021-4】
- 《夏拉》【1997年，多倫多：史都達特之子】（Sharla）【1997，Toronto: Stoddart Kids， ISBN 0-7736-7467-5】
- 《咆嘯的貓》【1998年，波特斯菲爾德新聞】（The Cat That Barked）【1998，Lawrencetown Beach: Pottersfield Press，ISBN 1-895900-17-4】
- 《安潔莉娜·多米諾的恐懼》【插畫：玉珍妮·費南德斯，2000年，史都達特之子】（The Fear of Angelina Domino）【Illustrated by Eugenie Fernandes，2000，Toronto: Stoddart Kids，ISBN 0-7737-3217-9】
- 《達夫的惡作劇》【插畫：金·拉法維，2000年，哈利法克斯：福馬克出版】（Duff's Monkey Business）【Illustrated by Kim LaFave，2000，Halifax: Formac Publishing，ISBN 0-7737-3217-9】
- 《曼弗雷德難控制的怪獸》【插畫：吉爾·奎因，2001年，波特斯菲爾德新聞】（Manfred the UnManageable Monster）【Illustrated by Gill Quinn，2001，Pottersfield Press，ISBN 1-895900-41-7】
- 《安格斯的小提琴》【插畫：蘇珊·圖克，2001年，凍原】（A Fiddle for Angus）【Illustrated by Susan Tooke，Tundra，2001，ISBN 0-88776-500-9】
- 《"曼紐爾·詹金斯先生"亞特蘭蒂卡：濱海與紐芬蘭的故事》【萊斯利·邱伊斯編輯、古斯·連恩編輯，2001年】（"Mr. Manuel Jenkins." Atlantica: Stories from the Maritimes and Newfoundland）【Lesley Choyce，Editor、Goose Lane Editions，2001，ISBN 0-8692-309-0】
- 《伊琪：圖一，聖誕節幾乎沒有》【2002年，企鵝圖書】（Izzie: Book One，The Christmas That Almost Wasn't）【2002，Penguin Books，ISBN 0-14-100272-7】
- 《破裂：家庭故事》【2002年，企鵝加拿大】（Fractures: Family Stories）【2002，Penguin Canada，ISBN 0-14-331201-4】
- 《不完美的聖誕節》【2004年，波特斯菲爾德新聞】（The Imperfect Perfect Christmas）【2004，Pottersfield Press，ISBN 1-895900-66-2】
- 《伊琪：圖二，楚恩格特憤怒》【2005年，企鵝加拿大】（Izzie: Book Two，Trongate Fury）【2005，Penguin Canada，ISBN 0-14-301465-X】
- 《伊琪：圖三，派翠西亞的秘密》【2005年，企鵝加拿大】（Izzie: Book Three，Patricia's Secret）【2005，Penguin Canada，ISBN 0-14-3050079】
- 《有誼：故事》【2006年，企鵝集團加拿大】（Friendships: Stories）【2006，Penguin Group Canada，ISBN 0-14-301766-7】
- 《伊琪：圖四，歸鄉》【2006年，企鵝集團加拿大】（Izzie: Book Four，Homecoming）【2006，Penguin Group Canada，ISBN 0-14-305449-X】
- 《你好 安妮》【2008年，企鵝集團加拿大】（Before Green Gables）【2008，Penguin Group Canada，ISBN 978-0-670-06721-3】